# Майр, Зигисфредо
Зигисфредо Майр (нем. Sigisfredo Mair, 10 августа 1939, Доббьяко, Трентино — Альто-Адидже — 15 мая 1977) — итальянский саночник немецкого происхождения, выступавший за сборную Италии в середине 1960-х — начале 1970-х годов. Участник трёх зимних Олимпийских игр, бронзовый призёр Игр в Инсбруке, обладатель бронзовой медали чемпионата мира, многократный призёр национального первенства.

## Биография
Зигисфредо Майр родился 10 августа 1939 года в коммуне Доббьяко, регион Трентино — Альто-Адидже. Активно заниматься санным спортом начал в конце 1950-х годов, вскоре прошёл отбор в национальную сборную и вместе с Вальтером Аусендорфером стал принимать участие в крупнейших международных стартах, показывая довольно неплохие результаты.
Благодаря череде удачных выступлений Майр удостоился права защищать честь страны на зимних Олимпийских играх 1964 года в Инсбруке, где санный спорт впервые вошёл в официальную программу. В мужском парном разряде пришёл к финишу третьим и завоевал, соответственно, бронзовую медаль. Поскольку Аусендорфер на тот момент уже ушёл из санного спорта, новым его партнёром стал Эрнесто Майр. На чемпионате мира 1967 года в шведском Хаммарстранде они выиграли бронзовую награду. В 1968 году ездил соревноваться на Олимпиаду в Гренобль, участвовал сразу в двух дисциплинах, при этом на одноместных санях был шестнадцатым, а на двухместных — закрыл десятку сильнейших.
Майр также прошёл квалификацию на Олимпийские игры 1972 года в Саппоро, планировал побороться здесь за медали, однако в двойках сумел подняться только до восьмой позиции. Так как конкуренция в сборной резко возросла, вскоре принял решение завершить карьеру профессионального спортсмена, уступив место молодым итальянским саночникам. Погиб в автокатастрофе 15 мая 1977 года.